# Interrupce v Srbsku
Interrupce v Srbsku byla v současné podobě (v Srbsku a dalších bývalých jugoslávských republikách) legalizována 7. října 1977. Potrat je k dispozici na vyžádání pro ženy, jejichž těhotenství nepřesáhlo desátý týden, a v případě ohrožení života nebo zdraví ženy (není stanoven žádný limit), pokud je těhotenství výsledkem sexuálního deliktu (včetně znásilnění nebo incestu), nebo v případě poškození plodu až do dvacátého týdne. Nezletilé do 16 let musí mít pro potrat souhlas rodičů.
Některé odhady naznačují, že Srbsko má nejvyšší míru potratů v Evropě. Oficiální údaje Bělehradského institutu veřejného zdraví tvrdí, že v Srbsku je ročně provedeno 23 000 potratů, ale neoficiální údaje naznačují číslo až 150 000. Přestože potraty prováděné po desátém týdnu těhotenství mohu být provedeny pouze tehdy, pokud existuje konkrétní schválený důvod, v praxi se potraty provádějí na vyžádání i později, než je zákonný limit – ženy často získají falešnou lékařskou dokumentaci, například psychiatrický záznam, který uvádí, že jsou psychicky labilní. Kromě toho musí lékaři, kteří chtějí provádět potraty, získat licenci; protože proces získání této licence může být přísný a komplikovaný, mnoho lékařů pracuje nelegálně bez licence a nehlásí potraty, které provádějí. Potrat byl donedávna v dnešním Srbsku přední metodou antikoncepce. Málo sexuální výchovy, spojené s malou nebo žádnou znalostí o antikoncepčních metodách, vedlo k mnoha nechtěným těhotenstvím a tedy i k vysokému počtu potratů. V sedmdesátých a osmdesátých letech přibližně 12 procent sexuálně aktivních žen v Srbsku používalo moderní antikoncepční metody, jako jsou kondomy.
V roce 2009 skončilo v Srbsku 23,2 % těhotenství potratem. Nejvyšší zaznamenaný rok byl rok 1989, kdy bylo ukončeno 68 % těhotenství. Ještě v roce 2006 mělo Srbsko nejvyšší počet potratů z bývalých jugoslávských republik.
Mifepriston byl zaregistrován v roce 2002.

## Veřejný názor
Průzkum organizace Pew Research z roku 2017 ukázal, že 63 % Srbů věří, že potraty by měly být legální ve všech/většině případů, zatímco 31 % si myslí, že by měly být nezákonné ve všech/většině případů.